# Ordningsmakt
Ordningsmakt är de statliga myndigheter som utan eller med tvångsmedel (våldsmonopol) upprätthåller lag och allmän ordning. Förutom polis finns myndigheter som säkerhetspolis, tullmyndighet, kustbevakning, kriminalvård och militärpoliser, och förordnade tjänstemän som ordningsvakter och skyddsvakter. På medeltiden var stadsvakter en sorts ordningsmakt.
I andra länder finns polisliknande myndigheter som gendarmerier och sheriffer. I Sverige finns även arrestantvakter och hemvärnet.